# Nixonia
Nixonia ist eine Hautflüglergattung in der Überfamilie Platygastroidea. Die Gattung wurde 1958 von dem Entomologen Lubomír Masner eingeführt. Der Gattungsname ehrt vermutlich den englischen Entomologen G. E. J. Nixon, der in den 1930er Jahren mehrere Platygastroidea-Arten beschrieb. Typusart ist Nixonia pretiosa Masner, 1958.

## Taxonomie
Masner führte 1976 aufgrund morphologischer Studien die Tribus Nixoniini innerhalb der Unterfamilie Scelioninae ein. Die Gattung wurde von Chen et al. (2021) aufgrund phylogenetischer Studien in eine eigene Familie Nixoniidae ausgegliedert.

## Merkmale
Einige Vertreter der Nixonia gehören zu den größten Hautflüglern der Platygastroidea mit Längen von bis zu 9 mm.
Im Folgenden eine Beschreibung der Familie basierend auf Chen et al. (2021). Die Fühler der Weibchen weisen 12 Geißelglieder auf. Die Fühler der Männchen weisen auf A4–A5 Tyloide auf, in manchen Fällen auch an den weiterführenden Geißelgliedern bis maximal A8. Eine frontale Vertiefung fehlt. Eine malare Furche fehlt. Die pronotale Halsfurche ist borstig. Das Mesoscutum ist annähernd breit wie lang. Eine transepisternale Linie auf dem Mesepisternum fehlt. Eine mesepimerale Furche ist vorhanden. Die Flügelader R findet in der weiter entfernten Flügeladerung ihre Fortsetzung. Die Flügelader r-s in den Vorderflügeln ist moderat lang, submarginal von R divergierend. R1 ist kurz und reicht nicht bis zum Costalrand, das heißt, es gibt keine Marginalader. Die tibiale Spornformel ist 1-2-2. Das Metasoma weist ausgeprägte schmale Laterotergite auf. Die Tergite T1–T3 sind annähernd gleich lang. Die Nähte zwischen den metasomalen Tergiten und Sterniten weisen querverlaufende Vertiefungen auf. Sternit S1 ist seitlich eingedrückt und reicht nicht bis zwischen die hinteren Coxae.

## Lebensweise
Von einer Art der Gattung, N. watshami, ist bekannt, dass sie ein Eiparasitoid von Acanthoplus discoidalis aus der Familie der Laubheuschrecken (Tettigoniidae) ist.

## Verbreitung
Die Gattung ist in der Afrotropis und in der Orientalis verbreitet. Der Fund einer Art in Ägypten wird gewöhnlich der Paläarktis zugeordnet.

## Systematik
Die Gattung Nixonia umfasst folgende beschriebene Arten:
- Nixonia atra Masner, 1970 – Simbabwe
- Nixonia bini Johnson & Masner, 2006 – Somalia
- Nixonia corrugata Johnson & Masner, 2006 – Südafrika
- Nixonia elongata Johnson & Masner, 2006 – Südafrika
- Nixonia flavocincta Johnson & Masner, 2006 – Namibia
- Nixonia gigas Johnson & Masner, 2006 – Südafrika
- Nixonia krombeini Johnson & Masner, 2006 – Indien, Laos, Simbabwe, Sri Lanka, Thailand
- Nixonia lamorali Johnson & Masner, 2006 – Südafrika
- Nixonia masneri van Noort & Johnson, 2009 – Südafrika
- Nixonia mcgregori van Noort & Johnson, 2009 – Südafrika
- Nixonia pecki Johnson & Masner, 2006 – Botswana, Simbabwe, Südafrika
- Nixonia pretiosa Masner, 1958 – Namibia
- Nixonia priesneri Johnson & Masner, 2006 – Ägypten
- Nixonia sicaria Johnson & Masner, 2006 – Namibia
- Nixonia stygica Johnson & Masner, 2006 – Südafrika
- Nixonia watshami Johnson & Masner, 2006 – Botswana, Namibia, Simbabwe